# August Strobel
Friedrich August Strobel (* 4. März 1930 in Schwarzenbach an der Saale; † 9. September 2006 in Hof) war ein evangelisch-lutherischer Theologe und Neutestamentler.

## Leben
August Strobel in Schwarzenbach und Hof (Saale) zur Schule. Im Wintersemester 1949/50 begann er ein Studium der Theologie an der Augustana-Hochschule in Neuendettelsau. 1951 wechselte er nach Heidelberg und 1952 nach Erlangen. Seine theologischen Lehrer waren unter anderem Werner Elert und Hermann Strathmann. Im März 1954 bestand er sein 1. theologisches Examen in Ansbach. Ab August desselben Jahres war er Repetent für Neues Testament an der Universität Erlangen, von der er 1956 zum Dr. theol. promoviert wurde. Nach seiner Promotion war er weiter als Assistent dort beschäftigt. Währenddessen war er ab 1958 zudem Pfarramtsvertreter in Forth. 1959 legte er sein 2. Examen ab und wurde ordiniert. 1960 habilitierte sich Strobel für das Fach Neues Testament. In der Folge war er Privatdozent in Erlangen, bis er 1963 eine Lehrstuhlvertretung an der Universität Bonn übernahm. 1965 wurde er als Nachfolger von Eduard Ellwein auf den Lehrstuhl für Neues Testament an der Augustana-Hochschule Neuendettelsau berufen, den er bis 1983 innehatte. Im Anschluss war er bis 1992 Direktor des Deutschen Evangelischen Instituts für Altertumswissenschaft in Jerusalem und Amman.
Strobel hat sich vor allem in der jüdisch-christlichen Altertumswissenschaft einen Namen gemacht.

## Veröffentlichungen (Auswahl)
- Schriftverständnis und Obrigkeitsdenken in der ältesten Kirche (Eine auslegungs- und problemgeschichtliche Studie zum Verhältnis von Kirche und Staat, vor allem bis zur Zeit Konstantins des Großen). Diss. Erlangen 1956.
- Die apokalyptische Sendung Jesu. Gedanken zur Neuorientierung in der kerygmatischen Frage. Martin-Luther-Verlag, Rothenburg o. d. T. [1962].
- Zur Ortslage von Kallirhoe. In: Zeitschrift des Deutschen Palästina-Vereins 82 (1966), S. 149–162.
- Erkenntnis und Bekenntnis der Sünde in neutestamentlicher Zeit. Calwer Verlag, Stuttgart [1968].
- Wer war Jesus? Wer ist Jesus? (= Calwer Hefte, 127). Calwer Verlag, Stuttgart [1973].
- Der Brief an die Hebräer, NTD 9/2, Göttingen 1975, 131991, ISBN 3-525-51374-7.
- Der spätbronzezeitliche Seevölkersturm: Forschungsüberblick mit Folgerungen zur bibl. Exodusthematik, Berlin und New York 1976, ISBN 3-11-006761-7.
- Ursprung und Geschichte des frühchristlichen Osterkalenders, Berlin 1977.
- Das heilige Land der Montanisten, Berlin-New York 1980, ISBN 3-11-008369-8.
- Die Stunde der Wahrheit. Untersuchungen zum Strafverfahren gegen Jesus (= Wissenschaftliche Untersuchungen zum Neuen Testament, Bd. 21). Mohr, Tübingen 1980, ISBN 3-16-143041-7.
- Texte zur Geschichte des frühchristlichen Osterkalenders, Münster 1984.
- Der Stern von Bethlehem. Ein Licht in unserer Zeit? Flacius-Verlag, Fürth i. B. 1985.
- mit Christa Clamer: Excavations at ez-Zara. In: Annual of the Department of Antiquities of Jordan 30 (1986), S. 381–384.
- Weltenjahr, große Konjunktion und Messiasstern. Ein themageschichtlicher Überblick. In: Wolfgang Haase, Hildegard Temporini (Hrsg.): Aufstieg und Niedergang der römischen Welt. Geschichte und Kultur Roms im Spiegel der neueren Forschung, Teil II („Principat“), Band 20, 2, de Gruyter, Berlin und New York 1987, S. 988–1187.
- Conrad Schick: ein Leben für Jerusalem. Zeugnisse über einen erkannten Auftrag. Fürth 1988, ISBN 3-924022-18-6.
- Der erste Brief an die Korinther (= Zürcher Bibelkommentare NT 6,1). TVZ, Zürich 1989.
- Deine Mauern stehen vor mir allezeit: Bauten und Denkmäler der deutschen Siedlungs- und Forschungsgeschichte im Heiligen Land, Brunnen, Gießen 1998 (Biblische Archäologie und Zeitgeschichte, Band 7), ISBN 3-7655-9807-0.
- mit Stefan Wimmer: Kallirrhoë (ˤĒn ez-Zāra). Dritte Grabungskampagne des Deutschen Evangelischen Instituts für Altertumswissenschaft des Heiligen Landes und Exkursionen in Süd-Peräa, Wiesbaden 2003, ISBN 3-447-04735-6.